# حاج باباي سفلي
حاج‌ باباي سفلي هي قرية في مقاطعة تكاب، إيران. عدد سكان هذه القرية هو 173 في سنة 2006.